# Lijst van voetbalinterlands Algerije - Libanon (vrouwen)
Deze lijst van voetbalinterlands is een overzicht van alle officiële voetbalinterlands tussen de nationale vrouwenteams van Algerije en Libanon. De landen hebben tot nu toe één keer tegen elkaar gespeeld.

## Wedstrijden
| № | Plaats     | Datum         | Competitie        | Wedstrijd          | Uitslag |
| - | ---------- | ------------- | ----------------- | ------------------ | ------- |
| 1 | Alexandrië | 19 april 2006 | Vriendschappelijk | Algerije − Libanon | 12 − 0  |

## Samenvatting
| Competitie        | Totaal gespeeld | Winst Algerije | Gelijk | Winst Libanon | Doelsaldo Algerije – Libanon |
| ----------------- | --------------- | -------------- | ------ | ------------- | ---------------------------- |
| Vriendschappelijk | 1               | 1              | 0      | 0             | 12 − 0                       |
| Totaal            | 1               | 1              | 0      | 0             | 12 − 0                       |